# Rezkalla Mohamed Abdelaehim
Rezkalla Mohamed Abdelrehim (ur. 13 maja 1978) – egipski bokser.
Reprezentował Egipt na Letnich Igrzyskach Olimpijskich w 2000 roku, przegrywając w pierwszym pojedynku z  Brahimem Asloumem.